# Здрав дух в здраво тяло
Здрав дух в здраво тяло е преводът на латинската сентенция Mens sana in corpore sano. Изразът е взет от Ювенал – (Сатира Х, стих 356), където фразата е част от отговора на автора на въпроса „какво хората трябва да желаят от живота“, и този отговор е част от други.